# Коломбо, Фурио
Ма́рко Фу́рио Коло́мбо (итал. Marco Furio Colombo; 1 января 1931, Шатийон, Валле-д’Аоста, Королевство Италия — 14 января 2025, Рим, Италия), также известен под псевдонимом Марк Саудаде (итал. Marc Saudade) — итальянский журналист, писатель, эссеист, политик, политический обозреватель и преподаватель школы журналистики при Колумбийском университете.

## Биография
Родился 1 января 1931 года. За пределами США и Италии Фурио Коломбо известен как главный редактор крупнейшей итальянской левой газеты «Унита» (L’Unita). Печатался в таких известных в мире СМИ как «il Mondo», «La Stampa», «Commentary», «Repubblica», «Espresso» и «The New York Review of Books».
В парламент Италии был избран депутатом от партии левых демократов. Будучи историком фотографии, утверждал, что фоторепортаж как самостоятельный жанр получил массовое распространение со времён испанской войны. В работе Умберто Эко «Средние века начались» упомянут и процитирован как автор эссе «Власть, группы и конфликт в неофеодальном обществе». Профессор Колумбийского университета Фурио Коломбо и писатель Умберто Эко видели в возрождении каст и средневекового кланового духа обязательный урбанистический атрибут нового Средневековья.
По его инициативе в 2001 году была учреждена международная премия для военных корреспондентов имени Антонио Руссо, убитого в Грузии в конце 2000 года. Автор понятия «вьетнамизация» территорий, возможно, имеющего отношение к общероссийским последствиям затяжного конфликта российских федеральных сил в Чечне.
Скончался 14 января 2025 года в Риме в возрасте 94 лет. Похороны состоятся 15 января 2025 года на Римском некатолическом кладбище.

## Работы
- God in America: Religion and Politics in the United States (1984)
- Confucio nel computer (Roma, 1995)
- Gli altri, che farne (1995)
- Il treno della Cina. Dispacci di un viaggio (1995)
- La nuova legge sulle telecomunicazioni in USA (New York, 1996)
- Come procede la rivoluzione tecnologica? (Torino, 1997)
- Le nuove tecnologie nella societa (Roma, 1999)

## Цитаты
«Если вы обратите внимание на его манеру работы, то всё, что он делает, — это нечто вроде опасной игры с невозможными материалами, или, вернее, с невозможными способами обработки материалов…»— О выставке Михаила Шемякина